# Cercle vertueux
Un cercle vertueux est une boucle de rétroaction positive (d'amplification) dont l'effet est jugé souhaitable. C'est un ensemble de relations de cause à effet qui boucle sur lui-même et qui améliore le système entier. C'est l'inverse d'un cercle vicieux, dont l'effet est jugé néfaste.
Cette notion est est parfois invoquée pour illustrer des concepts psychologiques ou philosophiques. 

## Exemples de cercle vertueux
- Dans la philosophie épicurienne, le plaisir est un principe fondamental qui permet de réaliser une vie et une société vertueuse, créant ainsi un cercle vertueux.
- En économie : économiser rend riche, et être riche permet d'économiser plus…[réf. souhaitée]
- En économie : au niveau national, une économie prospère permet d'acquérir des infrastructures de qualité, ce qui permet de nourrir l'économie[1]…[source insuffisante]
- Dans l'éducation : avoir un sommeil décent permet de travailler plus efficacement et plus rapidement, ce qui permet de bénéficier de davantage de temps de sommeil[2].
- En psychologie : avoir confiance en soi fait réussir, ce qui donne confiance en soi…[réf. souhaitée]
- En agriculture (agriculture biologique, permaculture, agrosylviculture) : ensemble de culture (pérenne, annuelle) et d'élevage permettant d'apporter de l'énergie à une partie du système grâce aux déchets d'une autre partie (paille d'annuelle mélangée aux fientes apportera de la matière organique aux autres cultures pérennes et annuelles).